# María Ignacia Ibáñez
María Ignacia Ibáñez, född 1745, död 1771, var en spansk skådespelare.
Hon var dotter till José Ibáñez, en författare och musiker som komponerade tonadillas, hors d'oeuvres, sainetes och komedier för teatrarna i Villa och Corte. María Ignacia debuterade på teatern i Cádiz, där hon blev berömd. Hon var engagerad vid de kungliga teatrarna i Madrid, Teatro de la Cruz och Teatro del Príncipe, mellan 1768 och 1771, där hon ersatte María Ladvenant y Quirante i dennas fack. Bland hennes roller fanns Hormesinda av Nicolás Fernández de Moratín 1770. 
Historiskt är hon omtalad för att Sancho García de Cadalso tillägnade henne dikter. När hon avled 1771 försökte han stjäla hennes lik. 